# Magician (Takako Ohta)
Magician è il decimo album della cantante giapponese Takako Ohta, pubblicato il 21 ottobre 1989 solo in CD ed in musicassetta.

## Tracce
1. MAGICIAN ～in the midnight～ (testo: Yoshiko Miura – musica: Julia)
2. Rasuto chansu (ラストチャンス?) (testo: Hideyuki Yamamoto – musica: Masato Ishida)
3. Hāto de dakishimete (ハートで抱きしめて?) (testo: Takazuko Saka – musica: Takako Ohta)
4. Can' t hear the whisper ~ sasayaki wa kikoenai ~ (Can't hear the whisper ～囁きは聞こえない～?) (testo: Yoshiko Miura – musica: Julia)
5. Pretender (testo: Takazuko Saka – musica: Bobby Watson)
6. Merry-go-round (testo: Hideyuki Yamamoto – musica: Masaya Ozeki)
7. Colorful girl (testo: Takazuko Saka – musica: Yuji Otaguro)
8. Kinō yori mo itoshi teru~ (昨日よりも愛してる?) (testo: Yoshiko Miura – musica: Masayuki Iwata)
9. Serious Love (testo: Takazuko Saka – musica: Yuji Otaguro)
10. Mōichido (もう一度?) (testo: Hideyuki Yamamoto, David Wyman e Jacob P. Wheeler – musica: David Wyman e Jacob P.Wheeler)

## Singoli
| Data            | Traccia principale           |
| --------------- | ---------------------------- |
| 31 gennaio 1990 | MAGICIAN ～in the midnight～ |